# Brimopsis kivuensis
Brimopsis kivuensis là một loài bọ cánh cứng trong họ Cerambycidae.